# Falcón (serie de televisión)
Falcón es una serie de televisión de 2012 basada en los libros de Robert Wilson.

## Historia
Estrenada en Canal+ España en diciembre de 2012, Falcón es un thriller policíaco dirigido por Pete Travis ('Omagh') y protagonizado por Marton Csokas ('La deuda'). La serie está basada en las novelas de Robert Wilson, 'El ciego de Sevilla' y 'Condenados al silencio'.

## Sinopsis
Falcón es un policía atormentado, brillante investigador pero que vive siempre al límite entre el mundo de la ley y el de los criminales a los que persigue. Acompañado por los secretos de su pasado, sus adicciones y su carácter altamente sensual, Falcón tendrá que resolver brutales asesinatos y crímenes que sacarán a la luz lo peor del ser humano.

## Reparto y personajes
- Marton Csokas como Jefe Inspector Javier Falcón.
- Hayley Atwell como Consuelo Jiménez.
- Charlie Creed-Miles como Inspector Luis Ramírez.
- Santiago Cabrera como Juez Esteban Calderón.
- Emilia Fox como Inés Conde De Tejada, exesposa Javier.
- Kerry Fox como Manuela Falcón, hermana de Javier.
- Natalia Tena como Christina Ferrera.

## Producción
La serie se rodó en Sevilla, España y está producida por Mammoth Screen para las cadenas europeas Sky (Reino Unido), Canal+ (España) y ZDF (Alemania). 
El coordinador de especialistas para la serie es Ricardo Cruz Ardura.